# Igor Wassiljewitsch Zelowalnikow
Igor Wassiljewitsch Zelowalnikow (russisch Игорь Васильевич Целовальников; ukrainisch Ігор Васильович Целовальников, Ihor Wassyljowytsch Zelowalnykow; * 2. Januar 1944 in Jerewan; † 1. März 1976 oder 15. März 1986 in Charkiw) war ein Radrennfahrer aus der früheren Sowjetunion und Olympiasieger im Radsport.

## Sportliche Laufbahn
Zelowalnikow (im deutschsprachigen Raum auch Tschelowalnikow), der 1961 mit dem Radsport begann, trat international erstmals mit dem zweiten Platz beim Großen Preis von Kopenhagen 1968 (1969 wurde er Dritter) hervor. Er gehörte in jenem Jahr zum Kreis von sechs Kandidaten des sowjetischen Radsportverbandes für den Wettbewerb im Tandemrennen bei den Olympischen Sommerspielen in Mexiko-Stadt. Dieser Fahrerkreis startete im Juni 1968 beim Großen Preis der DDR. Durch seinen Sieg in diesem Sprinterpreis qualifizierte er sich für Olympia. Mit seinem Partner Imants Bodnieks (der den zweiten Platz im Großen Preis der DDR belegte) kam er dann auf den 5. Rang im Tandemrennen. Bei den Spielen vier Jahre später in München gewann er dann mit seinem Partner Wladimir Semenez die Goldmedaille auf dem Tandem (vor Werner Otto und Jürgen Geschke aus der DDR). Im Jahr zuvor waren beide bei den UCI-Bahnweltmeisterschaften Vierte geworden. 1968 gewann er ebenfalls einen nationalen Titel. Bei den sowjetischen Bahnmeisterschaften siegte er im 1000-Meter-Zeitfahren vor dem favorisierten Wiktor Agapow. Im Sprint wurde er Vize-Meister hinter Omar Pchakadse. 1968 gewann er den Großen Preis von Berlin. Bei den SKDA-Meisterschaften im Radsport 1973 gewann er das Tandemrennen.